# كوريسا ناساو
كوريسا ناساو (بالإنجليزية: Kuresa Nasau)‏ هو سياسي توكلوي، خدم سابقاً كرئيس حكومة توكيلاو (Ulu o Tokelau). كان ناساو رئيس الحكومة أيضًا خمس مرات سابقة. هو أيضًا كان قائد (فايبيول) جزيرة أتافو، لكن استبدل بكيليسيانو كالولو.
المرات التي كان فيها ناساو رئيس الحكومة :
- فبراير 1998 - فبراير 1999
- فبراير 2001 - فبراير 2002
- فبراير 2007 - فبراير 2008
- 22 مارس 2010 - 11 مارس 2011
- فبراير 2014 - 23 فبراير 2015